# Laurence Sterne

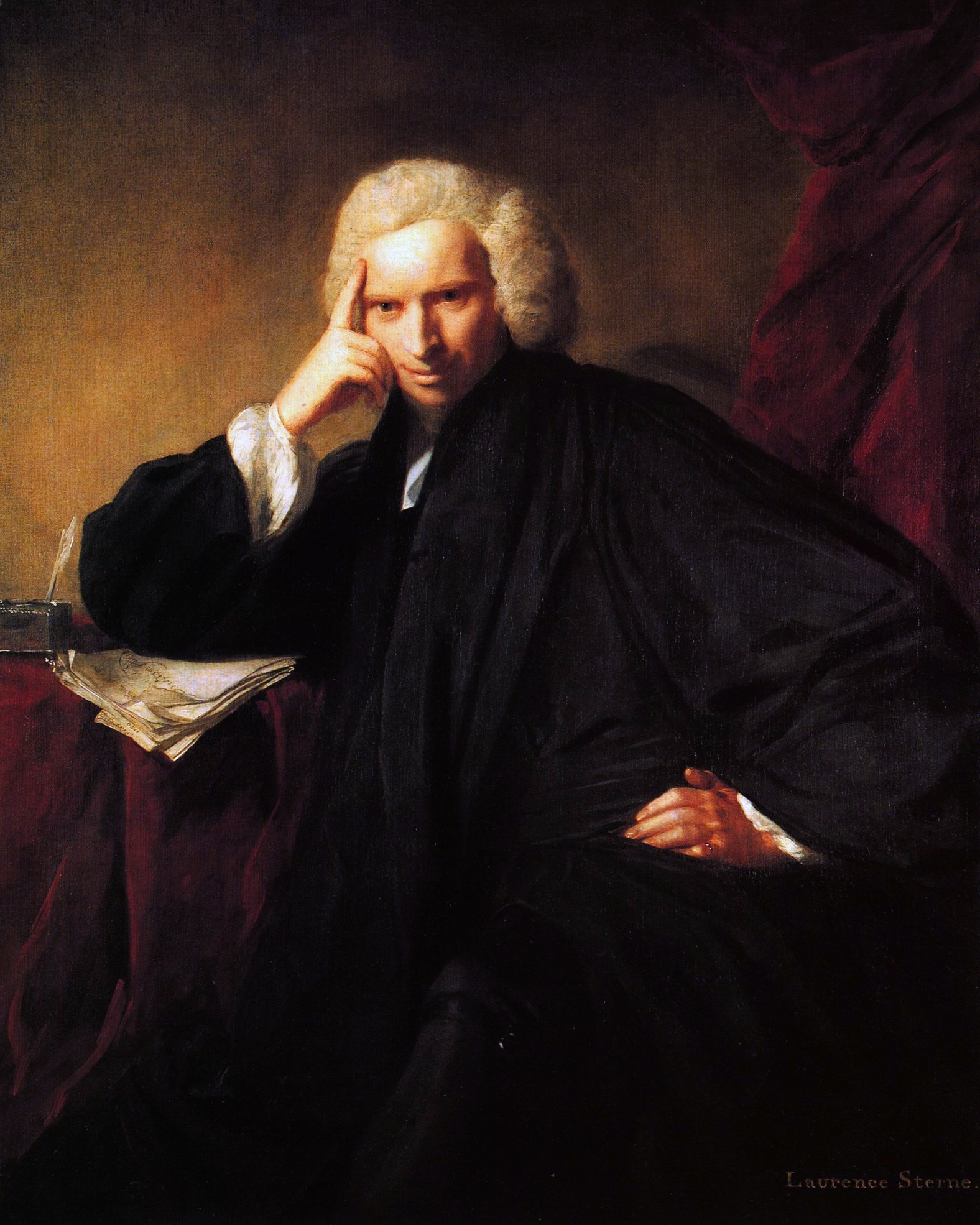
Laurence Sterne, Joshua Reynolds, 1760

Laurence Sterne, född 24 november 1713 i Clonmel, Irland, död 18 mars 1768 i London, England, var en engelsk humorist, känd för sin mycket originella roman Tristram Shandy, som parodierar den vid tiden nya romanformen och använder många tekniker som skulle kunna kallas modernistiska. Hans kropp stals av gravplundrare, men återfanns och återbördades till sin viloplats.

## Biografi
Fadern var militär, och under de första tio åren av sitt liv flyttade gossen med dennes regemente från plats till plats. Sedan han slutat sin skolgång i Halifax, studerade han efter faderns död med släktingars hjälp vid universitetet i Cambridge, varefter han lät prästviga sig. Han fick 1738 pastoratet Sutton-on-the-Forest, till vilket han 1743 kunde foga pastoratet i Stillington, båda belägna i närheten av York. 
De närmaste tjugo åren tillbringade han med mångsidig läsning i prästgårdens stillhet, då och då avbruten av glada dryckeslag hos en förmögen släkting i York. Som författare uppträdde han egentligen först 1760, då han utgav de två första delarna av The Life and Opinions of Tristram Shandy, Gentleman, som till 1767 följdes av ytterligare sju. Till synes är arbetet utan plan, en brokig samling av episoder och infall, kryddade av satir, humor och ironi. Han rör bland annat om i kronologin, använder lustiga berättartekniska knep, tomma sidor, diagram, olika typsnitt och så vidare i en inspirerad blandning.
Det gjorde Sterne med ett slag till en man på modet; arbetet är också epokgörande. Sterne bekymrade sig inte om någon objektiv skildring av karaktärer och seder, utan gjorde romanen till ett språkrör för sin egen personlighet och sina egna infall. Han skapade en ny form av humor, som svänger från känslosamhet till cynism, och han skapade en böjligare, mera personlig stil. Hans framställningssätt saknar linjer, men han är en mästare i skildringen av vardagslivets småsaker och subtila psykologiska processer. Sterne gjorde känslosamheten på modet.
Det är till och med han som skapat termen "sentimental" genom sin A Sentimental Journey Through France and Italy (2 band, 1768), vilken mottogs med förtjusning överallt i Europa. Arbetet, som var avsett att fortsättas, men avbröts genom Sternes sjukdom (tuberkulos) och död, är frukten av Sternes resa till södern 1762–1765. Jämte ovannämnda verk utgav Sterne även Sermons by Yorick (1760–1769). Istället blev det vännen John Hall-Stevenson som utgav en fortsättning (svensk översättning  "Känslosam resa genom Italien, Schweiz och Frankrike", 1797).
Efter hans död utgav hans dotter Lydia Sterne de Medalle hans Letters (3 band, 1775), och samma år utkom Letters from Yorick to Eliza. Sternes inflytande sträcker sig öfver hela den samtida litteraturen och är av stor betydelse ända fram till 1830-talet. Sternes Works utkom i sju band 1779; nyare upplagor av Saintsbury (sex band, 1894) och Cross (tolv band, 1904).

## Svenska översättningar
- The life and opinions av Tristram Shandy, gentleman (1760-1767)
  - Välborne herr Tristram Shandy: hans liv och meningar (översättning Thomas Warburton, Rabén & Sjögren, 1980)
- A sentimental journey through France and Italy (1768)
  - Yoricks känslosamma resa igenom Frankrike och Italien (översättning Johan Samuel Ekmanson, Stockholm, 1790-1791)
  - En sentimental resa genom Frankrike och Italien (översättning Richard Hejll, Bonnier, 1931)
  - En sentimental resa genom Frankrike och Italien av "Mr. Yorick" (översättning Majken Johansson, Natur och kultur, 1958)
- Letters from Yorick to Eliza (1775)
  - Yoricks och Elizas brefvexling (anonym översättning, Stockholm, 1797)
- Letters (postumt, 1775)
  - L. Sternes Känslosamma bref til sina förtrognaste vänner (översättning Johan Rundahl, Stockholm, 1807)
- [Okänd originaltitel]
  - Betracktelser öfver åtskilliga nyttiga och vigtiga ämnen (översättning Per Adolf Granberg, Göteborg, 1802)